# Hans Brecka
Hans Brecka, Pseudonym Hans Stiftegger, (* 2. Jänner 1885 in Wien; † 7. Oktober 1954 in Zelking) war ein österreichischer Journalist und Schriftsteller.

## Leben
Hans Brecka war von 1903 bis 1938 als Redakteur, Kulturjournalist und Burgtheaterreferent der Reichspost tätig. Daneben arbeitete er als freier Schriftsteller, im Jahr 1926 war er als Dramaturg bei den Mariazeller Festspielen tätig. Nach 1945 war er Mitarbeiter der Furche. Er verfasste Feuilletons, Erzählungen und Kurzgeschichten aus dem bäuerlichen bzw. Alt-Wiener Milieu.
Hans Brecka starb 1954 in Zelking bei Melk.

## Werke
- Geliebte Scholle, 1926.
- Trinke Mut des reinen Lebens, 1947.
- Der Pflug im Ackerfeld, 1947.
- Die Rax, 1921.
- Die Handel-Mazzetti, 1922.